# 吉田正輝
吉田 正輝（よしだ まさてる、1932年3月26日 - 2011年2月7日）は、東京府出身の大蔵官僚。銀行局長。

## 来歴・人物
東京都立日比谷高等学校、東京大学法学部卒業。東大法学部在学中に国家公務員六級職試験（法律職・行政職）を合格。1954年 大蔵省入省、大臣官房秘書課属。同期入省者は窪田弘（元日債銀会長、元国税庁長官）、岡崎洋（元神奈川県知事、元環境事務次官）、佐藤徹（元証券局長）、長岡聰夫（元日航常務、元大蔵省印刷局長・国際金融局次長）、矢澤富太郎（元太田昭和監査法人会長、元大蔵省関税局長）、森卓也（元日銀政策委員）などで、同期から次官は出ていない。
大臣官房の銀行局担当審議官のとき政界対策遊軍として、米里恕銀行局長の下、新銀行法成立に尽力した。また退官後には、時の寺村信行銀行局長の下「金融システム維持」のために経営危機がいわれていた兵庫銀行に対して大蔵・日銀共同で再建に乗り出すこととなり、大蔵OBの吉田が寺村の要請もあり兵庫銀行社長に就任、のち1995年経営破綻により最後の社長となった。
兵庫銀行社長就任までの経緯は、1992年8月長谷川寛雄会長が辞任し、後を引き継いだ山田實社長（官房審議官、1956年大蔵省入省）も辞任、兵銀筆頭株主の住友銀行が救済合併を二度拒否。そのため、大蔵省・日銀主導で再建を目指した。取引金融機関に金利減免と返済猶予を求める"日債銀方式"で再建すべく元銀行局金融検査官室長と元日銀仙台支店長が派遣された。さらに当時"火砕流"とあだ名されたコワモテないし強権的な寺村信行銀行局長、それと篠沢恭助官房長との寺村 - 篠沢ラインから、再建のためには"威光"が必要だから元近畿財務局長・元銀行局長の肩書がある吉田が請われ、吉田も最後には諸条件を付けて兵銀の後始末をつける役目を了承した。
2011年2月7日、心不全のため死去。78歳没。

## 略歴
- 1955年、大臣官房秘書課調査係長心得[4]
- 1960年11月、新宮税務署長
- 1967年9月、外務省OECD日本政府代表部一等書記官
- 1972年7月、大臣官房文書課広報室長
- 1972年12月、大蔵大臣秘書官
- 1974年1月、理財局国債課長
- 1977年6月、銀行局銀行課長
- 1978年6月、大臣官房文書課長
- 1979年7月10日、近畿財務局長
- 1980年6月17日、銀行局担当審議官
- 1982年6月1日、大臣官房担当審議官
- 1983年6月10日、大臣官房総務審議官
- 1984年6月、銀行局長（1986年6月まで）
  - 平和相互銀行の乱脈処理及び救済合併にあたる（護送船団方式参照）。
- 1986年6月、日本銀行理事
- 1990年、財団法人金融情報システムセンター理事長
- 1993年6月、兵庫銀行社長（1995年まで）
  - 95年に兵庫銀行は経営破綻し最期の社長となった。時の大蔵省銀行局長は西村吉正だった。
- ほかに日本法制学会理事長など。